# Regiotram Nisa
Regiotram Nisa byla koncepce meziměstské tramvajové rychlodráhy. Měla být vybudována propojením sítě libereckých tramvají s okolními městy, a to výhledově i v Německu a Polsku.

## Popis celého projektu
V rámci projektu měly být pro potřebné spoje využity železniční tratě (jedná se tedy o propojení tramvajové dopravy s železniční). S krajským městem Libercem měl být v prvních fázích spojen Hrádek nad Nisou či po železnici i Jablonec nad Nisou (stará jednokolejná meziměstská trať nejspíš později měla zaniknout), v dalších fázích se pak měla napojit i města ležící za hranicemi Česka.
Největším problémem projektu bylo nezajištěné financování. Autoři spoléhali na získání evropských dotací, ministerstvo dopravy však projekt ze seznamu projektů vhodných pro tyto dotace v roce 2007 vyškrtlo s tím, že jiné projekty jsou pro Česko důležitější.